# Lamme Goedzak (bier)
Lamme Goedzak is een Belgisch bier. Het wordt gebrouwen door de Scheldebrouwerij te Meer, een deelgemeente van Hoogstraten.

## Het bier
Lamme Goedzak is een vol blond bier van 7%. Het bier is fris in de neus en heeft een lange nasmaak met fruitige en bittere tonen.
- Kleur: Blond
- Geur: Bloemig & peer
- Smaak: Breed
- Afdronk: Rijk

## Achtergrond
Het bier is vernoemd naar Lamme Goedzak, de beste vriend van Tijl Uilenspiegel en levensgenieter ten voeten uit. Op het etiket van het bier staan twee wildemannen. Deze zijn typisch voor de Scheldebrouwerij. Zij verwijzen naar Bergen op Zoom, de Nederlandse gemeente die twee wildemannen in het wapenschild draagt en geboortegrond van de brouwerij. Op de achtergrond van het etiket staat de Sint-Gertrudiskerk van Bergen op Zoom. De wildemannen dragen Lamme Goedzak weg.

Aanvankelijk was de brouwerij gevestigd in Nederland en werd Lamme Goedzak daar ook gebrouwen. In 2008 verhuisde Scheldebrouwerij naar België.

## Prijzen
- 2020 – Zilver – World Beer Awards (Pale beer – Belgian style Blond).
- 2020 – Zilver – Brussels Beer Challenge (Pale & Amber ale – Abbey / Trappist style blond).